# Cinema Titan
El Cinema Titan era una sala de cinema del municipi de Cornellà de Llobregat (Baix Llobregat) projectada per l'arquitecte Bienvenido Marín Espinosa i inaugurada el 1926. Va ser amplia el 1996 per acollir un centre cívic per l'arquitecte Antoni Montes Gil. Actualment l'edifici és la Biblioteca Marta Mata.

## Descripció
És un edifici públic d'arquitectura noucentista i de referent classicista. L'element més característic n'és el cos semicircular que forma el xamfrà, també té un porxo a l'entrada sobre unes columnes clàssiques i una glorieta superior, coronada per un esvelt pinacle cònic. Es tracta d'un edifici de planta i pis cobert amb terrat de rajola. S'organitza amb simetria a l'entorn d'un semicilíndric format pel pòrtic d'entrada i per la glorieta superior. L'interior de l'edifici constava de vestíbul, "Foyer", teatre, amfiteatre, escenaris, serveis i bar. Amb el seu estil historicista recupera elements barrocs com els florons de pedra artificial de les baranes i les mènsules i les columnes clàssiques del primer pis. La coberta amb pinacle de la glorieta central, coberta amb pissarra, recorda, però, el moviment modernista.

## Història
Aquest va ser el primer cinema que es va obrir a Cornellà, tot i que ja fa anys que no funciona, per als cornellanencs és un element indispensable a la fisonomia del carrer Major sobretot per l'alta agulla del pinacle, amb penell de forja que duu la data de la creació el 1926.
Inaugurat l'any 1926, va portar a Cornellà una sala moderna amb tecnologia de l'època, apareixent en un moment en el qual el cinema esdevenia un dels principals referents culturals de la societat. L'impulsor del projecte de construcció, Bienvenido Marin Espinosa, també va portar a terme moltes transformacions urbanístiques a la ciutat de Cornellà. Durant els anys de la postguerra i el franquisme, l'edifici del Cinema Titan va convertir-se en la gran distracció de la societat del moment, la qual es trobava en situacions molt dures. A partir de la dècada del 1960, arran de la primera onada migratòria que va patir la ciutat, va augmentar considerablement la població de Cornellà, provocant que es consolidessin dos nous barris (la Gavarra, Sant Ildefons), per tal d'encabir a tot la nova població. Tot això va influir al fet que s'anessin creant noves sales de projecció. A partir d'aquest moment el Cinema Titan va patir un progressiva davallada, i va tancar les portes a la darreria dels anys seixanta.
Temps després aquest edifici va ser adquirit per l'Ajuntament de Cornellà, el qual va instal·lar en ell tot un seguit de sales polivalents i serveis públics, com ara la biblioteca Marta Mata.

## Qualificació patrimonial
Aquesta obra del municipi de Cornellà de Llobregat s'inclou en l'Inventari del Patrimoni Arquitectònic de Catalunya. Aquest cinema és un edifici d'estil noucentista de Cornellà de Llobregat al carrer Rubió i Ors. La façana principal està inclosa al catàleg de Protecció del Patrimoni Històric, Artístic i Arquitectònic de Cornellà.